# Dypsis ovobontsira
Espèce
Statut de conservation UICN

 CR D : 
En danger critique
Dypsis ovobontsira est une espèce de plantes de la famille des Arecaceae.

## Publication originale
- Palms of Madagascar 180–181. 1995.